# Hrabstwo Morris (Teksas)

Piramida wieku hrabstwa

Hrabstwo Morris – hrabstwo położone w USA w stanie Teksas. Utworzone w 1875. Siedzibą hrabstwa jest miasto Daingerfield. Północną granicę hrabstwa wyznacza rzeka Sulphur.

## Gospodarka
Na początku XXI wieku hutnictwo, rolnictwo i drewno były kluczowymi elementami gospodarki regionu. 50% areału hrabstwa pokrywają pastwiska, 22% uprawy i 26% obszary leśne. Rolnictwo w hrabstwie zdominowane jest przez hodowle brojlerów.

## Miasta
- Daingerfield
- Lone Star
- Naples
- Omaha

## Sąsiednie hrabstwa
- Hrabstwo Bowie (północ)
- Hrabstwo Cass (wschód)
- Hrabstwo Marion (południowy wschód)
- Hrabstwo Upshur (południe)
- Hrabstwo Camp (południowy zachód)
- Hrabstwo Titus (zachód)
- Hrabstwo Red River (północny zachód)

## Demografia
- biali nielatynoscy – 62,6%
- czarni lub Afroamerykanie – 22,6%
- Latynosi – 11,5%
- rasy mieszanej – 2,8%
- rdzenni Amerykanie – 1,5%
- Azjaci – 0,8%[3].